# Carlos Álvarez (baryton)
Pour les articles homonymes, voir Carlos Álvarez et Álvarez.
Carlos Álvarez, né le 12 août 1966 à Málaga, est un baryton espagnol. Il est considéré comme l’un des meilleurs interprètes verdiens du début du XXIe siècle.

## Biographie
Carlos Álvarez étudie au conservatoire de sa ville natale. Il fait ses débuts sur scène en 1990 au Teatro de la Zarzuela de Madrid dans La del manojo de rosas de Pablo Sorozábal. Ensuite il est propulsé sur des scènes à l'étranger ou en Espagne, comme à la  Scala de Milan, à Covent Garden, à l'Opéra Bastille, au Liceu, à l'Opéra de Valence, au  Teatro Real de Madrid, à l'Opéra d'État de Bavière, à l'Opéra d'État de Hambourg, au Metropolitan Opera de New York, à l'Opéra de Chicago, à l'Opéra national de Washington (en) et à l'Opéra de Zurich.
Il débute à l'Opéra d'État de Vienne en 1995 dans le rôle de Figaro dans le Barbier de Séville et chante une quinzaine de rôles dans environ 170 représentations, dont pendant la saison 2013-2014 Sulpice dans La Fille du régiment.
Il chante au festival de Salzbourg en 1998 et en 1999 Rodrigo dans la version française en cinq actes de Don Carlos de Verdi, et en 2008 il est Iago dans Otello.
À la première de Madama Butterfly de Puccini à la Scala, le 7 décembre 2016, il chante le consul américain Sharpless et remporte un grand succès.

## Répertoire
- Giorgio Germont (La Traviata)
- Escamillo (Carmen)
- Iago (Otello)
- Sir Riccardo Forth (I puritani)
- Giacomo (Giovanna d'Arco)
- Il Conte d'Almaviva et Figaro (Les Noces de Figaro)
- Rigoletto (Rigoletto)
- Sharpless (Madame Butterfly)
- Carlo Gérard (Andrea Chénier)
- Don Giovanni (Don Giovanni)
- Sulpice (La Fille du Régiment)
- Le grand-prêtre Dagon (Samson et Dalila)
- Renato (Un ballo in maschera)
- Ford et Sir John Falstaff (Falstaff)

## Distinctions
- 2001 Latin Grammy Award pour Merlin dans le rôle titre, avec Plácido Domingo en roi Arthur
- 2002 Medalla de Oro al mérito en las Bellas Artes[5]
- 2003 Prix national de musique
- 2006 Grammy Award pour Falstaff dans le rôle de Ford
- 2007 Österreichischer Kammersänger[6]
- 2013 Medalla de oro del Liceu
- 2018 docteur honoris causa de l'université de Malaga